# Michael Groblewski

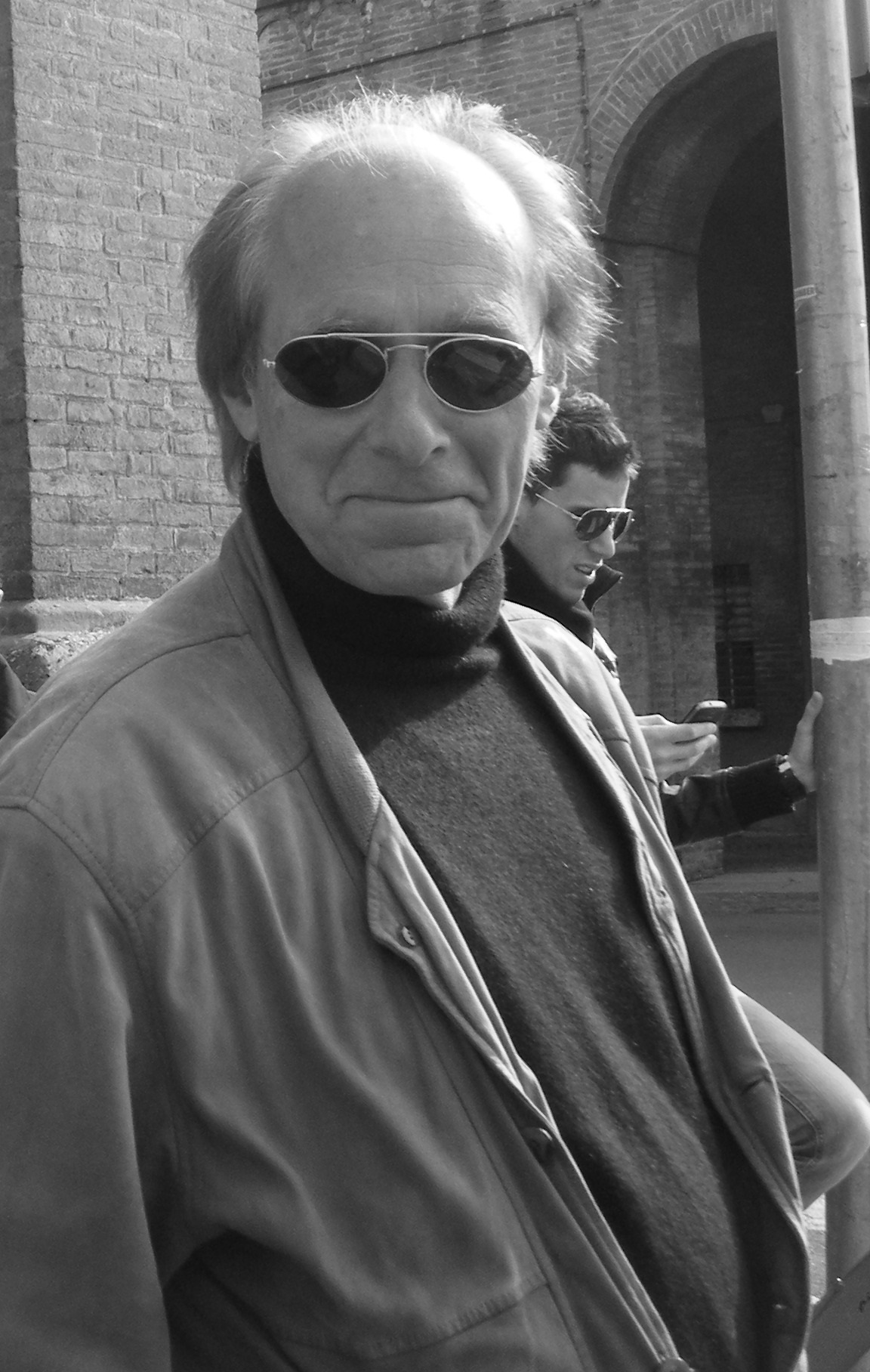
Michael Groblewski

Michael Groblewski (* 1. Juni 1950 in Dortmund) ist ein deutscher Kunsthistoriker und Hochschullehrer mit den Schwerpunkten italienische Kunstgeschichte, Architektur und Architekturtheorie sowie moderne und zeitgenössische Kunst. Er lebt und arbeitet in Darmstadt (Hessen) und Alghero (Sardinien, Italien).

## Leben
Michael Groblewski studierte Kunstgeschichte, Klassische Archäologie und Italianistik an den Universitäten in München, Wien und Regensburg. 1976 schloss er sein Studium mit der Promotion zum Dr. phil. an der Universität Regensburg ab (Dissertationsthema „Die Kirche San Giovanni Battista in Pesaro von Girolamo Genga“).
Nach dem Studium erarbeitete er sich zunächst an der Ostdeutschen Galerie in Regensburg und als Diözesankonservator des Bistums Limburg a.d. Lahn die beruflichen Praxisfelder Museum und Denkmalpflege, bevor ihn die Lübecker Bürgerhaus-Forschung (ein Teilprojekt des Sonderforschungsbereichs 17 der Universität Kiel) in die Forschung zurück führte. Als Stipendiat am Max-Planck-Institut für Kunstgeschichte, der Bibliotheca Hertziana in Rom, konnte er drei Jahre (1980–82) in den römischen Archiven die komplexe Geschichte des Wiederaufbaus der Patriarchalbasilika San Paolo fuori le mura (Sankt Paul vor den Mauern) erforschen. Die darauf folgende Berufung zum Hochschul-Assistenten an die Technische Universität Darmstadt eröffnete ihm 1989 mit der Habilitation für Mittlere und Neuere Kunstgeschichte und mit der Ernennung zum Privat-Dozenten die berufliche Zukunft an der Universität. Neben seiner Lehrtätigkeit an der TU Darmstadt engagierte er sich für sein Fach als Geschäftsführer im Vorstand des Verbandes Deutscher Kunsthistoriker e.V. (1982–1992). In dieser ehrenamtlichen Position leitete er die ersten strukturellen Reformen des Geschäftsbetriebes ein und steigerte die Effizienz der Mitgliederverwaltung mit Hilfe erster Digitalisierungen der Daten. Darüber hinaus war er maßgeblich an Konzeption, Organisation und Durchführung der Deutschen Kunsthistorikertage in Stuttgart (1984), Berlin (1986), Frankfurt a. M. (1988) und Aachen (1990) beteiligt. 
Nach der Habilitation folgten befristete Professuren, Gast-Professuren und zum Teil mehrjährige Lehrstuhl-Vertretungen an der Technischen Universität Darmstadt, der Universität Stuttgart, der Universität Koblenz-Landau, der Universität Frankfurt am Main, der Universität Passau, der Technischen Universität Dresden, der Universität Bern, der Universität Fribourg und der Universität und Kunsthochschule Kassel, bis er schließlich einem Ruf an die Università di Sassari (2007) folgte; im Dipartimento di Architettura, Design e Urbanistica in Alghero (DADU) und im Dipartimento di Storia, Scienze dell’Uomo e della Formazione mit Kursen zur Theorie und Geschichte der Architektur, zur Kunstgeschichte, sowie zur Stadtbaugeschichte und zur Geschichte der Denkmalpflege. Als Privat-Dozent und als Lehrender, aber auch als Mitstreiter in einigen Projekten (z. B. im LOEWE-Projekt „Eigenlogik der Städte“) blieb er der TU Darmstadt und dem Fachbereich Architektur verbunden. 
Zusätzlich zu seinen Tätigkeiten als Hochschullehrer begleitete er verschiedene Projekte, initiierte Tagungen und kuratierte Ausstellungen. So fungierte er 1988/89 als Berater und Gutachter der Hessischen Kulturstiftung im Zusammenhang des Erwerbs des Block Beuys und war maßgeblich an der Konzeption und Durchführung eines vom Hessischen Ministerium für Wissenschaft und Kunst veranstalten Kongresses im Hessischen Landesmuseum beteiligt, der den damals noch umstrittenen Künstler in den internationalen Kontext der zeitgenössischen Kunst setzte. Als kunsthistorischer Berater begleitete er die an der TU-Darmstadt produzierten virtuellen 3D Rekonstruktionsprojekte zum Vatikanischen Palast und zur Baugeschichte von Neu-St. Peter, die in den Bonner Ausstellungen „Hochrenaissance im Vatikan“ (1998/99) und „Barock im Vatikan“ (2006/2007) gezeigt wurden. 2001/02 kuratierte er die Ausstellung „StaatsBauKunst“ in den historischen Räumen des Hessischen Landtags in Wiesbaden, die mit einem interdisziplinären Symposium zum großherzoglichen Staatsbaumeister Georg Moller eröffnet wurde. 
Groblewskis wissenschaftliche Auseinandersetzung mit Architektur und bildender Kunst basiert auf der Überzeugung, dass Architektur nicht nur den räumlichen Rahmen für die Bildkünste abgibt, sondern selbst Teil dieser ist. Sein historisches Verständnis, das sich weit über epochale Begrenzungen hinaus immer wieder in interdisziplinären Fragestellungen verdichtet, geht stets von einer dezidierten Beschreibung des einzelnen Kunstwerks aus, konfrontiert sie mit dem kritisch hinterfragten Quellenmaterial und entwickelt daraus Interpretationen bzw. Deutungsansätze. Auf diese Weise ist er nicht nur in der Forschung innovativ, sondern es gelingt ihm auch, Studierende in die Kunstgeschichte einzuführen und für das diskursive Fach zu begeistern.

## Werke

### Monographien
- Die Kirche San Giovanni Battista in Pesaro von Girolamo Genga, Phil.-Diss. Regensburg 1975, Regensburg 1976.
- August Brömse 1873 - 1925. Ein Graphiker in der Spannung zwischen Symbolismus und Expressionismus, Ausstellungs-Katalog, Regensburg 1978.
- Thron und Altar – Der Wiederaufbau von St. Paul vor den Mauern (1823-1854) Habilitationsschrift von 1989, Forschungen zur europäischen Geistesgeschichte 2, Freiburg i.Br. 2001.
- St. Ludwig in Darmstadt – Von der Pantheonidee zur Kirche am Berg, mit Beiträgen zu den letzten Restaurierungsmaßnahmen von R.V. Cebulla, H.-J. Kotzur und A. Seip/C. Winterhalter/A Boltz, Regensburg 2005.
- St. Ludwig – Darmstadt, Kirchenführer Nr. 390, Schnell & Steiner, Regensburg 2005.
- Georg Moller (1784-1852) – Bauten und Projekte des großherzoglichen Baumeisters in Hessen-Darmstadt, Mitautoren W. Lück, H. Svenshon, W. Salesski, Berlin 2015

### Beiträge
- Die Gruftkapelle des Fürstlichen Hauses Thurn und Taxis im Kreuzgang von St. Emmeram – Überlegungen zum Verständnis der Gotikrezeption im fürstlichen Mausoleumsbau, in: Thurn und Taxis-Studien Bd. 15, Kallmünz 1986, pp. 99–132.
- Raffael als Architekt, in: Raffael in seiner Zeit | edited from v. V. Hoffmann, Nürnberg 1987, pp. 68–97
- Imagination und Hermeneutik – Frontispiz und Spiegazione der „Scienza Nuova“ von Giambattista Vico, in: Idea – Jahrbuch d. Hamburger Kunsthalle VI-1987, pp. 53–79.
- „... eine Art Ikonographie im Bilde.“ Joseph Beuys – Von der Kunstfigur zur Kultfigur, in: Kultfigur und Mythenbildung – Das Bild vom Künstler und sein Werk in der zeitgenössischen Kunst (= Bd. 1 von „Moderne Zeiten“,Kunst-Geschichtliche Reihe der Hessischen Kulturstiftung), Weinheim/Berlin 1993, pp. 37–68.
- San Lorenzo und Pio IX – Identifikationsmuster und Selbstdarstellungsstrategien in der zweiten Hälfte des Pontifikats, in: Pius IX. und der Kirchenstaat in den Jahren 1860–1870 (Pio IX e lo Stato Pontificio degli Anni 1860–1870), Erlanger Forschungen, Reihe A – Geisteswissenschaften, Bd. 74, hrsg. v. Titus Heydenreich, Erlangen 1995, pp. 95–135.
- Alles unter einem Dach – Sakralarchitektur in der demokratischen Gesellschaft, in: Glaube und Raum – Neue Kirchen im Rheinland 1945–1995, Katalog der gleichnamigen Ausstellung in Groß-St. Martin in Köln, Köln 1995, pp. 33–45.
- Die profane Wallfahrtsstätte – Gabriele D'Annunzios Vittoriale degli Italiani, in: Memory & Oblivion, Proceedings of the XXIXth. International Congress of the History of Art, Amsterdam 1999, pp. 159–165.
- Von den italienischen Staaten zum ersten Regno d'Italia – Italienische Geschichte zwischen Renaissance und Risorgimento, zusammen mit Angelica Gernert, in: Kleine Geschichte Italiens, hg. von Wolfgang Altgeld, Stuttgart 2002, pp. 175–256.
- „StaatsBauKunst - StadtBauKunst“ – Georg Moller und der Georg-Moller-Preis, in: „StaatsBauKunst - Georg Moller zum 150. Todestag“ Hessische Schriften zum Föderalismus und Landesparlamentarismus Bd. 10 Wiesbaden 2004, pp. 121–137.
- Politischer Historismus und Denkmalpflege: Der Wiederaufbau von S. Paolo fuori le mura in: „Die ‘Denkmalpflege’ vor der Denkmalpflege - Akten des Berner Kongresses 30. Juni-3. Juli 1999“ (Neue Berner Schriften zur Kunst – Bd. 8, hrsg. v. Oskar Bätschmann, Norberto Grammacini und Volker Hoffmann) Bern/Berlin/Bruxelles/Frankfurt a. M./New York/Oxford/Wien 2005, pp. 299–332.
- Der „colle santo“ des Vittoriale degli Italiani, In: „Heilige Landschaft – Heilige Berge, Achter Internationaler Barocksommerkurs 2007“, Stiftung Bibliothek Werner Oechslin Einsiedeln, Zürich 2014, pp. 340-257.

### Herausgeberschaften
- Kultfigur und Mythenbildung – Das Bild vom Künstler und sein Werk in der zeitgenössischen Kunst, Herausgabe (zusammen mit Oskar Bätschmann) und Redaktion von ausgewählten Beiträgen eines im Hessischen Landesmuseum Darmstadt veranstalteten Symposions (10. November 1989) als Bd. 1 von „Moderne Zeiten“ – Kunst-Geschichtliche Reihe der Hessischen Kulturstiftung Weinheim/Berlin 1993.
- Hommage à El Lissitzky, Als Bd. 2 von „Moderne Zeiten“ – Kunst-Geschichtliche Reihe der Hessischen Kulturstiftung geplante Herausgabe der Beiträge eines in der TU Darmstadt veranstalteten Symposions (22./23. Nov. 1990). (Die Reihe wurde vor der Drucklegung wegen eines politischen Regierungswechsels in Hessen eingestellt; die vorliegenden Beiträge sollen nun aktualisiert und als Publikation des Fachbereichs Architektur der TU Darmstadt erscheinen).